# Limonia dilutissima
Limonia dilutissima är en tvåvingeart som beskrevs av Alexander 1933. Limonia dilutissima ingår i släktet Limonia och familjen småharkrankar. Inga underarter finns listade i Catalogue of Life.